# Arturo Triangi di Maderno e Laces

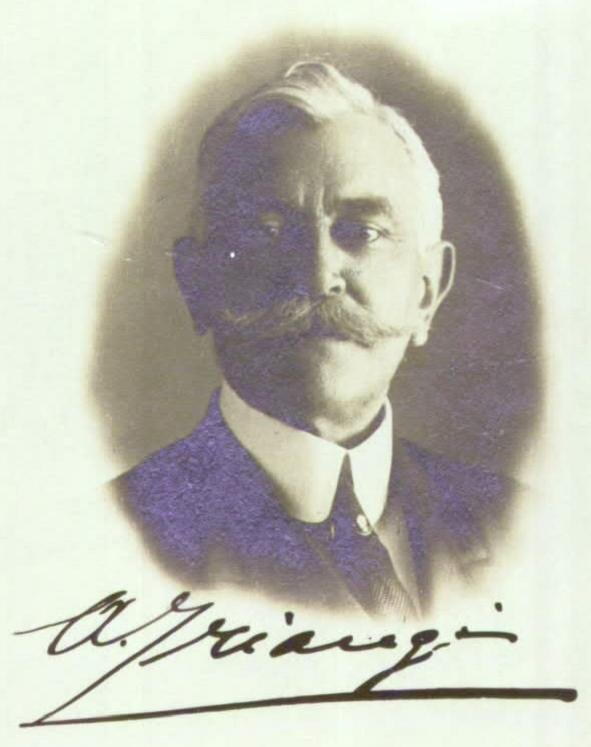
Arturo Triangi di Maderno e Laces

Arturo Corrado Luigi Triangi, Conte di Maderno e Laces (* 18. Februar 1864 in Fiesole, Provinz Florenz; † 3. März 1935 in Florenz) war ein italienischer Seeoffizier und zuletzt Konteradmiral (Contrammiraglio) der Königlichen Marine (Regia Marina), der unter anderem im Kabinett Boselli zwischen Juni und Juli 1917 kurzzeitig Marineminister (Ministro della marina) war. Er war ferner von 1917 bis zu seinem Tode 1935 Mitglied des Senats (Senato del Regno). Durch Ministerialdekret vom 8. April 1925 wurde er zum Conte di Maderno e Laces erhoben.

## Leben
Arturo Corrado Luigi Triangi stammte aus einer Adelsfamilie und war der Sohn des Nobile Giuseppe Triangi und dessen ebenfalls adliger Ehefrau Nobile Elisabetta Thom. Er begann am 16. Oktober 1878 eine Ausbildung zum Seeoffizier an der Marineschule (Scuola di marina) in Genua und wurde nach deren Abschluss am 8. Juli 1883 als Leutnant zur See (Guardiamarina) in die Königliche Marine (Regia Marina) übernommen. In den folgenden Jahren folgten zahlreiche Verwendungen als Seeoffizier, in deren Verlauf er am 24. Januar 1886 seine Beförderung zum Oberleutnant zur See (Sottotenente di vascello) und am 14. April 1889 zum Kapitänleutnant (Tenente di vascello). Für seine Verdienste wurde er im Januar 1900 Ritter des Ordens der Krone von Italien ernannt sowie am 18. Februar 1900 erst zum Korvettenkapitän (Capitano di corvetta) sowie am 15. September 1904 zum Fregattenkapitän (Capitano di fregata) befördert. Am 4. Juni 1908 wurde er auch Ritter des Ordens der Heiligen Mauritius und Lazarus und übernahm zwischen dem 21. November 1909 und dem 11. Januar 1912 den Posten als Kommandant der Maschinistenschule (Scuola macchinisti), wobei er als solcher am 16. Januar 1910 zum Kapitän zur See (Capitano di vascello) befördert sowie am 6. November 1910 zum Offizier des Ordens der Krone von Italien ernannt wurde. Er nahm am Italienisch-Türkischen Krieg (29. September 1911 bis 18. Oktober 1912) teil und wurde am 16. März 1913 Ritter des Militärordens von Savoyen sowie am 29. Mai 1913 auch Offizier des Ordens der Heiligen Mauritius und Lazarus.
Triangi, der am 4. Juni 1914 zum Kommandeur des Ordens der Krone von Italien ernannt wurde, wurde während des Ersten Weltkrieges am 18. Mai 1916 zum Konteradmiral (Contrammiraglio) befördert und für seine Verdienste am 29. Dezember 1916 zum Kommandeur des Ordens der Heiligen Mauritius und Lazarus ernannt. Er fungierte zwischen Februar und März 1917 als Generaldirektor des Korps der Königlichen Besatzungen (Direttore generale del Corpo reale equipaggi) und wurde am 18. Februar 1917 zum Großoffizier des Ordens der Krone von Italien ernannt. Er bekleidete daraufhin zwischen dem 21. März und dem 16. Juni 1917 erstmals den Posten des stellvertretenden Chefs des Stabes der Marine (Sottocapo di Stato maggiore della marina). Als Nachfolger von Vizeadmiral Camillo Corsi übernahm er am 16. Juni 1917 kurzzeitig den Posten des Marineministers (Ministro della marina) im Kabinett Boselli, wurde aber bereits am 16. Juli 1917 von Vizeadmiral Alberto del Bono abgelöst. Am 21. Juni 1917 wurde er außerdem zum Mitglied des Senats (Senato del Regno) ernannt und gehörte diesem bis zu seinem Tode am 3. März 1935 an. Nachdem er zwischen dem 29. August und dem 31. Dezember 1917 in das Büro des Chefs des Stabes der Marine abgeordnet war, fungierte er im letzten Kriegsjahr vom 1. Januar bis zum 16. September 1918 abermals als stellvertretender Chef des Stabes der Marine.
Am 26. August 1918 wurde er als Vizeadmiral in die Marinereserve (Viceammiraglio nella riserva navale) und gehörte dieser zuletzt vom 27. Dezember 1923 bis zum 26. Februar 1925 als Viceammiraglio di squadra nella riserva navale an. Durch Ministerialdekret vom 8. April 1925 wurde er zum Conte di Maderno e Laces erhoben und am 16. September 1926 auch der Rang eines Admirals der Marinereserve (Ammiraglio di squadra nella riserva navale) verliehen. Am 6. Juni 1927 wurde er zudem Mitglied eines Untersuchungsausschusses des Senats für Marinegesetze. Aus seiner Ehe mit Lucia Misserly gingen die Kinder Anna Maddalena, Corrado und Sabina hervor.

## Hintergrundliteratur
- M. Gabriele / G. Fritz: La politica navale italiana dal 1885 al 1915, Rom 1982
- M. Gabriele: La Marina nella guerra italo-turca. Il potere marittimo strumento militare e politico (1911–1912), Rom 1998
- P. Halpern: La Grande guerra nel Mediterraneo, II, 1917–1918, Gorizia 2012
- P. Alberini / F. Prosperini: Uomini della Marina, 1861–1946. Dizionario biografico, Rom 2015